# Ursula Brunner
Ursula Bruner, conosciuta anche come Ursel (Heidelberg, 30 gennaio 1941 – Heidelberg, 18 settembre 2024) è stata una nuotatrice tedesca.

## Carriera
All'apice della propria carriera vinse due medaglie di bronzo alle Olimpiadi di Roma 1960 dove si collocò sul terzo gradino del podio sia nella 4x100m stile libero che nella 4x100m misti.

## Palmarès
- Giochi olimpici estivi

Roma 1960: bronzo nella 4x100m stile libero e nella 4x100m misti.
- Universiadi

Porto Alegre 1963: oro nei 400m stile libero, bronzo nei 100m stile libero e nei 100m dorso.